# Aracati (kommun)
Aracati är en kommun i Brasilien.   Den ligger i delstaten Ceará, i den östra delen av landet, 1 700 km nordost om huvudstaden Brasília. Antalet invånare är 69 167.
Följande samhällen finns i Aracati:
- Aracati
- Canoa Quebrada

Omgivningarna runt Aracati är huvudsakligen savann. Runt Aracati är det ganska tätbefolkat, med 90 invånare per kvadratkilometer.